# The Silence (1982)
The Silence ist ein US-amerikanischer Kurzfilm von 1982 unter der Regie von Michael Toshiyuki Uno. Gemeinsam mit dem Produzenten Joseph Benson war Uno für und mit dem Film für einen Oscar nominiert.

## Inhalt
Jason, ein junger amerikanischer Soldat, durchkämmt mit seinem Zug während seines Einsatzes im Vietnamkrieg ein dichtes Waldgebiet, als die Männer angegriffen werden. Um Jason wird es dunkel, als er wieder zu sich kommt, liegt er zwischen toten Kameraden am Boden. Sein Oberschenkel weist eine klaffende Wunde auf. Er bekommt mit, dass jemand seine toten Kameraden ausplündert und stellt sich erst einmal tot. Als die Gestalt sich auch ihm nähert, kommt es zu einem kurzen Kampf und Jason erkennt, dass er eine junge vietnamesische Frau vor sich hat, bevor er erneut das Bewusstsein verliert. Als er wieder zu sich kommt, befindet er sich in einer Behausung und wird von der jungen Vietnamesin, umsorgt. In ihrer Behausung hat sie eine Art Altar errichtet, auf dem sich alle ihre Beutestücke befinden, auch jede Menge Bilder von GIs, Kerzen brennen. Außerhalb der Hütte sind zahlreiche Gräber zu sehen. 
Mit Hilfe eines Stockes versucht Jason, es zurück zu seiner Truppe zu schaffen. Nur mühsam kann er sich fortbewegen. Letztendlich findet er jedoch nur noch Tote. Seine Erinnerung geht zurück und verwirrt ihn noch mehr. Als er sich töten will, ist die junge Vietnamesin wieder da und hält ihn davon ab. Zusammen kehren sie zurück zu ihrer Hütte. Mai, so heißt die junge Frau, kümmert sich um Jason, der von Fieberschüben geschüttelt wird. Sie wärmt ihn mit ihrem Körper. Langsam bessert sich Jasons Zustand, dankbar drückt er Mais Hand.
Als Jason Mai nach einer gewissen Zeit bittet, mit ihm zu sprechen, reicht sie ihm seine Jacke und meint, es sei Zeit zu gehen. Dann erzählt sie ihm aber doch noch ihre überaus traurige Familiengeschichte. Am Ende werden Jason und Mai von einem amerikanischen Trupp entdeckt und eröffnen das Feuer auf Mai. Jason wirft sich schützend über sie und gibt sich als amerikanischer Soldat zu erkennen. Nachdem man ihn auf einen Jeep verfrachtet hat und ein Kampf tobt, läuft Mai dem Wagen hinterher und Jason tut alles, um ihr seine helfende Hand zu reichen und sie ebenfalls auf den Jeep zu ziehen.

## Produktion
Bei dem Film handelt es sich um den Abschlussfilm von Michael Toshiyuki Uno für das American Film Institute (AFI Conservatory).

## Auszeichnung
Oscarverleihung 1983
- Oscarnominierung für Michael Toshiyuki Uno und Joseph Benson für und mit dem Film in der Kategorie „Bester Kurzfilm“